# Zamora (Ecuador)
Zamora ist die Hauptstadt der ecuadorianischen Provinz Zamora Chinchipe. Das Municipio besteht aus zwei Parroquias urbanas („städtisches Kirchspiel“): Zamora und El Limón.

## Geografie
Zamora liegt im Süden Ecuadors, an der Stelle, an der die Flüsse Río Bombuscaro und Río Jamboé in den Río Zamora münden. Durch Goldfunde in der Umgebung galt Zamora als „Minenhauptstadt Ecuadors“ (Capital Minera del Ecuador), ist heute aber auch als „Stadt der Vögel und Wasserfälle“ (Ciudad de Aves y Cascadas) bekannt.

## Geschichte
Am 4. Oktober 1549 gründeten die Spanier Alonso de Mercadillo, Juan de Salinas Loyola, Hernando de Benavente und Hernando de Barahona eine Siedlung, die – in Anlehnung an die spanische Stadt Zamora, aus der Mercadillo stammte – den Namen Zamora erhielt.
Goldfunde im Osten erwirkten einen wirtschaftlichen Aufschwung der Siedlung, dennoch wurde sie um 1840 aufgegeben. Im Jahr 1868 wurde eine Pfarrei gegründet, 1883 erlangte man das Gemeinderecht. Erst in den frühen 1920er Jahren wuchs Zamora, begünstigt durch die Goldminen von Nambija.

## Sehenswürdigkeiten
Südöstlich der Stadt, auf einem Hügel gelegen, liegt die Reloj Gigante, eine aus Edelmetall gefertigte Uhr, deren Zifferblatt einen Durchmesser von 30 Metern hat.
In der Umgebung der Stadt befinden sich mehrere Wasserfälle:
- Cascada Velo de novia (ca. 20 km westlich) – 60 Meter Höhe
- Cascada La Chismosa (im Nationalpark Podocarpus) – 2,5 Meter Höhe
- Cascada Chorrillos (6 km westlich) – 10 Meter Höhe
- Cascada El destrozo (15 km westlich) – 40 Meter Höhe
- Cascada San Ramón (34 km westlich) – 60 Meter Höhe
- Cascada El Libano (7 km nordwestlich) – 6 Meter Höhe
- Cascada Genairo (6 km nordöstlich) – 120 Meter Höhe

Südlich der Stadt liegt der über 146.000 Hektar große Nationalpark Podocarpus, der 1982 eingerichtet wurde.

## Verkehr
Zamora liegt an der Staatsstraße Ecuador 45, die von Loja bis nach Nueva Loja im Nordosten reicht.
Ca. 8 km nordöstlich der Stadt liegt der Regionalflughafen Aeropuerto de Cumbaratza (Zamora).